# Gregor Bühl
Gregor Bühl (* 1964 in Birkesdorf bei Düren) ist ein deutscher Dirigent. Ein Schwerpunkt seiner Arbeit liegt auf dem Gebiet der Oper.

## Ausbildung und frühe Berufstätigkeit
Gregor Bühl legte sein Abitur am Burgau-Gymnasium ab. Während dieser Zeit erlernte er schon an der Dürener Musikschule sämtliche Schlaginstrumente. Danach studierte er Dirigieren an der Robert Schumann Hochschule Düsseldorf bei Wolfgang Trommer. Darüber hinaus besuchte er Meisterkurse bei Ferdinand Leitner, Gary Bertini, Hiroyuki Iwaki. Im Anschluss an den Berliner Dirigentenkurs bei Gerd Albrecht erhielt er das Ferenc-Fricsay-Stipendium und wurde als Albrechts Assistent an die Hamburgische Staatsoper engagiert (1991–1995). Bühl errang den 2. Preis beim Nicolai Malko Wettbewerb für Dirigenten 1995 in Kopenhagen. Zudem war er Stipendiat der Deutschen Stiftung Musikleben und des DAAD; 1993 erhielt er den Kulturpreis der Berenberg Bank.

## Operndirigent
Von 1995 bis 2001 hielt Bühl die Position des 1. Kapellmeisters an der Staatsoper Hannover, wo er in der Saison 99/00 die Neueinstudierung von Richard Wagners Ring des Nibelungen übernahm. Während seiner Engagements in Hamburg und Hannover erarbeitete er sich ein weitgefächertes Opernrepertoire, welches sowohl die großen Stücke des deutschen und italienischen aber auch wichtige Werke des zeitgenössischen Musiktheaters beinhaltet.
Gastdirigate führten ihn an die Deutsche Oper Berlin, Stuttgarter Staatsoper, Oper Köln, Oper Frankfurt, das Nationaltheater Weimar, sowie die Opern von Lissabon, Göteborg, Oslo, Caracas und Reykjavík. Sein Debüt an der Semperoper mit Giacomo Puccinis Madame Butterfly führte zu einer direkten Wiedereinladung für konzertante Aufführungen der selten gespielten Strauss-Fassung von Wolfgang Amadeus Mozarts Idomeneo.
Bühl verbindet eine enge Beziehung mit der Königlichen Oper (Stockholm), wo er die Neuproduktion von Wagners Ring leitet. Der Schlussstein der Produktion wurde am 15. September 2007 mit der Götterdämmerung-Premiere gesetzt. Ab Januar 2008 folgten vier komplette Ringzyklen. Die gesamte Produktion wurde vom schwedischen Fernsehen im Winter 2008 gesendet und soll als DVD veröffentlicht werden. Die Zusammenarbeit mit der königlichen Oper wurde im November 2008 mit Tristan und Isolde weitergeführt.

## Konzertdirigent
Auf dem Konzertpodium war Gregor Bühl bei den Rundfunk-Sinfonieorchestern von Berlin, Hamburg, Leipzig, Hannover, Finnland, Hilversum und Dänemark, sowie den Helsinki Philharmonic, der Deutschen Staatsphilharmonie Rheinland-Pfalz und den Sinfonieorchestern von Stavanger, Lahti, Trondheim, Kanazawa, Island und Israel zu Gast.

## CD-Einspielungen
Die für Teldec aufgenommene CD "American classics", mit seiner Ehefrau Sharon Kam als Solistin, wurde in die Bestenliste der Deutschen Schallplatten Kritik aufgenommen. Für die mit dem MDR-Sinfonieorchester unter der Leitung Bühls für Berlin Classics aufgenommene CD Sharon Kam – Werke für Klarinette und Orchester mit Werken von Carl Maria von Weber, Felix Mendelssohn Bartholdy, Louis Spohr und anderen wurde Sharon Kam mit dem Echo Klassik 2006 ausgezeichnet. Bühl hat sich intensiv mit dem Werk von Walter Braunfels auseinandergesetzt. Die letzte von insgesamt 4 CD-Einspielungen wurde mit dem Preis der ‚Deutschen Schallplattenkritik‘ ausgezeichnet.

## Lehrtätigkeit
Bühl wurde zum 1. April 2025 zum Professor für Orchesterdirigieren an die Hochschule Franz Liszt in Weimar berufen.

## Sonstiges
Bühl ist seit 1994 mit der Klarinettistin Sharon Kam verheiratet, hat drei Kinder und lebt in Hannover.